# 사도 (관직)
사도(司徒)는 중국 고대의 관직명이다. 전토(田土)의 관리 ・ 재화(財貨) ・ 교육(教育) 등을 맡았다. 후대 중국 왕조의 호부상서와 비슷한 역할을 했으며, 한국의 조선 왕조에서는 호조판서에 가깝다.
서주(西周)에서는 삼공(三公) 다음 가는 서열로 육경(六卿)에 해당한다. 사마(司馬), 사공(司空), 사사(司士), 사구(司寇)와 함께 오관(五官)으로 불렸는데, 금문(金文) 같은 청동기 유물의 명문에는 사토(司土)로 쓰인 경우가 많다. 
전한(前漢)에서는 승상(丞相)이 삼공의 하나가 되었는데, 애제(哀帝) 원수(元壽) 2년(기원전 1년)에 승상을 대사도(大司徒)라 개칭하였다. 후한(後漢) 건무(建武) 27년(51년)에 다시 대사도를 사도로 고쳤다.
헌제(獻帝) 건안(建安) 13년(208년) 6월에 조조(曹操)는 삼공 제도를 없애고 승상・어사대부(御史大夫)를 두었는데, 한에서 위(魏)로 선양(禪讓)이 행해지면서 삼공 제도가 다시 부활하여 사도도 삼공의 하나로서 설치되었다.